# Saint-Julien-en-Born
Saint-Julien-en-Born là một xã trong tỉnh Landes ở Nouvelle-Aquitaine tây nam nước Pháp.